# Marcelo Laguera
Marcelo Laguera (* 12. Januar 1996 in Chihuahua) ist ein mexikanischer Leichtathlet, der sich auf den Langstreckenlauf spezialisiert hat.

## Sportliche Laufbahn
Erste internationale Erfahrungen sammelte Marcelo Laguera, der an der Colorado State University – Pueblo in den Vereinigten Staaten studierte, bei den Crosslauf-Weltmeisterschaften 2023 in Bathurst, bei denen er nach 32:35 min auf den 54. Platz im Einzelrennen gelangte. Im Oktober gelangte er bei den Straßenlauf-Weltmeisterschaften in Riga nach 1:03:42 h auf den 49. Platz im Halbmarathon und im November belegte er bei den Panamerikanischen Spielen in Santiago de Chile in 29:29,48 min den sechsten Platz im 10.000-Meter-Lauf.

## Persönliche Bestleistungen
- 5000 Meter: 13:40,22 min, 4. Juni 2023 in Gresham
- 10.000 Meter: 28:05,83 min, 13. April 2023 in Azusa
- Halbmarathon: 1:03:07 h, 15. Januar 2023 in Houston